# Gàlates
Els gàlates (llatí: Galatae, també dits Gallograeci, en grec antic Γαλάται o Γαλάτες) van ser un poble d'origen gal que, provinents de la Gàl·lia, es van assentar a la Galàcia, una regió de l'Àsia Menor.
Els gàlates estaven dividits en tres tribus principals: els tolistobogis, els tectòsages i els trocmes. Van arribar a l'Àsia Menor a través de Grècia, Tràcia i Bitínia i es van establir a Frígia agafant els costums dels frigis i més tard adoptant la llengua grega. Van fundar l'estat de Galàcia.

## Història
Entre els segles VIII aC i V aC, diversos pobles celtes es van estendre des del seu nucli original centreeuropeu per gran part d'Europa, i un poble originari de la Gàl·lia, els gàlates, van entrar per l'est fins al territori de l'actual Turquia, i es van establir a la regió d'Anatòlia que van anomenar Galàcia. Estrabó diu que els tectòsages, havien ocupat una part de la Gàl·lia que tocava als Pirineus i s'estenien per una part del vessant nord de les Cévennes. Eren antigament un poble poderós, que va patir un excés de població. Alguns d'ells van marxar per disputes domèstiques, i se'ls van unir altres gals de diverses tribus. Aquests eren una part dels gals que van ocupar Frígia, a la zona que limitava amb Capadòcia i els paflagonis. Estrabó diu també que juntament amb els tectòsages hi anaven els tolistobogis i els trocmes, però que no sap de quina regió provenien, ja que no ha trobat el seu nom entre els pobles de la Gàl·lia, ni tampoc a la Cisalpina ni a la Transalpina.
Sembla que els gals es van establir als voltants de Macedònia durant els temps difícils que van seguir la mort d'Alexandre, o probablement una mica abans. Al final del regnat de Ptolemeu Ceraune una banda de gals, dirigits per un cabdill anomenat Bolgios, va envair Macedònia. El rei va menysprear els invasors, perquè li van oferir retirar-se a canvi d'una suma de diners. Es van enfrontar i l'exèrcit macedoni va ser totalment derrotat pels gals i Ptolemeu va ser fet presoner. Els bàrbars li van tallar el cap que van clavar dalt d'una llança per espantar els seus enemics. Això passava l'any 280 aC. Els macedonis es van tancar a les seves ciutats i no van oposar resistència, però quan tota esperança semblava perduda, Sòstenes, un noble macedoni, va reunir un exèrcit que el va vèncer i de moment, va salvar el seu país de més estralls. Segons explica l'historiador i geògraf grec del segle ii, Pausànias, l'any 279 aC, algunes tribus de gals comandades per Brennus van vèncer Sòstenes, i van assolar el país. Es van dirigir cap a Grècia a través dels Balcans, i van arribar a atacar l'oracle de Delfos i el santuari d'Apol·lo, perquè la fama de la riquesa d'aquests temples va excitar la seva cobdícia. Però finalment van ser derrotats, i, el seu comandant, va caure mort. Un altre cap gal, Leonnorius, es va separar de Brennus i va seguir cap a Tràcia i va arribar fins a Bizanci.

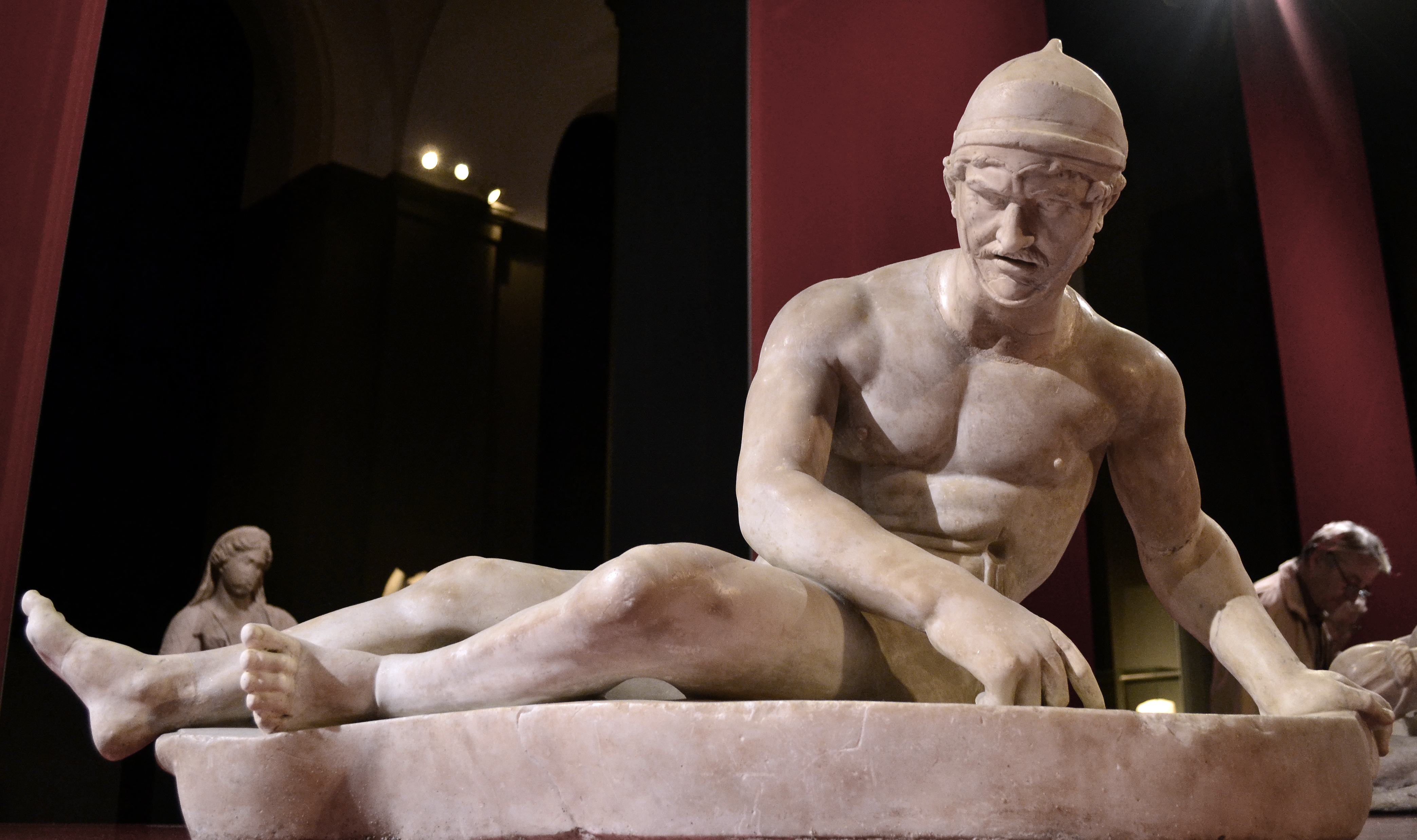
El Gàlata Ferit, al Museu Arqueològic Nacional de Nàpols

Brennus, l'any 279 aC, juntament amb altres caps gals, un d'ells anomenat Acicòrius pels grecs, va conduir les seves tropes a través de Tessàlia fins al pas de les Termòpiles, on els grecs uns 200 anys abans, dirigits per Leònides I havien intentat aturar els perses. Grècia, debilitada i desunida des de l'establiment de la supremacia macedònia, va veure un nou perill que l'amenaçava i va reunir una gran força entre els estats al nord de l'Istme, a la que s'hi van afegir algunes tropes de Macedònia i Àsia. Van arribar a les Termòpiles mentre els gals encara es trobaven a Tessàlia. Els grecs van destruir els ponts sobre el riu Esperqueu per evitar que el travessessin els gals. Brennus, que era un bon general, al veure l'enemic davant seu i un riu ràpid que els separava, no va intentar creuar per aquella banda, però va aconseguir que un gran cos de tropes passes el riu de nit prop de la part baixa. Va preparar l'exèrcit per forçar el congost de les Termòpiles. A la lluita que va seguir, anomenada també batalla de les Termòpiles va ser vençut i expulsat entre un gran desordre de les seves tropes que havien sofert immenses pèrdues. Els atenesos es van distingir en la lluita més que els altres grecs en aquell dia.
Leonorius (Leonori) i Lutarius (Lutari), caps dels gals a les ordres de Brennus, per la seva banda, van envair la Propòntida i la van sotmetre a tribut. Van ocupar Lisimàquia a traïció i es van apoderar del Quersonès Traci. Van demanar a l'almirall macedoni Antípater que els donés naus per creuar la mar, però, mentre esperaven, Leonorius, amb la major part de l'exèrcit, es va establir a la zona de Bizanci. Lutari per la seva banda, amb dos naus i alguns bots que Antípater havia enviar per recollir una delegació gal·la per parlamentar, va aconseguir creuar l'estret amb tots els seus homes en uns quants dies.
Poc després Nicomedes I, rei de Bitínia, va portar als homes de Leonorius pel Bòsfor perquè l'ajudessin en la seva guerra contra el seu germà Zibees que s'havia revoltat l'any 278 aC. El cap gal va fer moltes promeses al rei de Bitínia perquè el que buscava era creuar. L'exèrcit gal estava format per setanta caps, entre els quals Leonorius i Lutarius que reunits a Àsia es van reconciliar. Nicomedes amb aquesta ajuda es va assegurar la victòria sobre son germà. Després de la guerra els gals es van dividir pel repartiment del botí. Com que no es fa constar que compressin dones es creu que els gals avançaven amb la seva família. Nicomedes els va donar terres l'any 275 aC o potser el 274 aC, però només fins al riu Halis. Una altra versió diu que va ser Àtal I de Pèrgam els que els va portar a Àsia per ajudar-los en la seva lluita contra els aqueus (i les ciutats eòlies que se'ls havien unit); llavors, al campament del riu Macistus, es va produir un eclipsi i els gals no van voler combatre perquè van interpretar que era un símbol de mala sort. Àtal els va permetre de marxar i es van dirigir a l'Hel·lespont on van atacar Ilium i la van ocupar i després van ser assetjats pels ciutadans d'Alexandria de la Tròada, fins que finalment van ser expulsats de la Tròade. Els gals van ocupar llavors Arisba, prop d'Abidos (pocs quilòmetres al sud-est), on van establir el seu quarter general.
Es van dirigir a la zona central de la Capadòcia, on es van assentar formant una regió que va passar a anomenar-se Galàcia, formant petits estats independents que s'anirien consolidant durant els regnats dels reis successors d'Antíoc I Sòter, i, per tant, els seus habitants, els gals, van passar a anomenar-se gàlates. El rei selèucida Antíoc I Sòter va guanyar el seu epítet (Sòter vol dir Salvador) després de vèncer als gals en una dura batalla anomenada la batalla dels elefants.
Més tard, a causa dels continus saquejos a la regió pels gàlates, el rei de Pèrgam Èumenes I els va fer front i els va rebutjar, ajudat pel seu gran exèrcit de mercenaris. Poc després van arribar nous destacaments des dels boscos de Germània i van tornar a atacar, però de nou van ser rebutjats a Pèrgam i a les grans ciutats de la costa de l'Àsia Menor, pel successor d'Èumenes, el rei Àtal I. Els historiadors pensen que aquestes derrotes dels gàlates van ser beneficioses per a la trajectòria de la cultura hel·lènica, que potser d'una altra manera s'hauria truncat.
Com a resultat d'això es van establir al centre de la península d'Anatòlia, i el seu territori més tard passaria a formar la província de Galàcia. Cap al segle v hi ha testimonis que els gàlates tot i haver adoptat una cultura i una forma de vida ja típicament grecs, conservaven la seva llengua. Així a la Carta als gàlates de Pau apòstol apareixen noms clarament celtes, i Jeroni d'Estridó va deixar constància en els seus escrits que la llengua gàlata resultava semblant al dialecte gal de Trèveris.
L'antiga ciutat d'Ankara, que va ser sotmesa per Alexandre el Gran, va passar a ser la capital d'aquesta regió, amb el nom d'Ancira. La dinastia turca dels seljúcides la van rebatejar més tard com Angora. El nom d'Ankara va ser restablert el 1930.